# John Patten, Baron Patten
John Charles Haggitt Patten, Baron Patten (* 17. Juli 1945) ist ein britischer Politiker der Conservative Party, der unter anderem Bildungsminister im Kabinett von Premierminister John Major war.

## Leben

### Unterhausabgeordneter und Juniorminister
Nach dem Besuch des Wimbledon College studierte Patten am Sidney Sussex College der University of Cambridge. Seine politische Laufbahn begann er in der Kommunalpolitik und war zwischen 1973 und 1976 Mitglied des Stadtrates von Oxford.
Bei den Unterhauswahlen vom 3. Mai 1979 wurde er als Kandidat der konservativen Tories erstmals zum Mitglied des House of Commons gewählt und vertrat zuerst den Wahlkreis Oxford und anschließend seit den Unterhauswahlen vom 9. Juni 1983 bis zum 1. Mai 1997 den Wahlkreis Oxford West und Abingdon.
Während seiner Parlamentszugehörigkeit war er zunächst von 1980 bis 1981 Parlamentarischer Privatsekretär der Staatsminister im Home Office, dem britischen Innenministerium, und übernahm anschließend sein erstes Regierungsamt als „Juniorminister“ mit der Ernennung zum Parlamentarischen Unterstaatssekretär im Ministerium für Nordirland, ehe er von 1983 bis 1985 Parlamentarischer Unterstaatssekretär im Gesundheitsministerium war. Nachdem er anschließend Staatsminister im Umweltministerium wurde, war er von 1987 bis 1992 Staatsminister im Innenministerium.

### Bildungsminister und Mitglied des Oberhauses
Im Rahmen einer Regierungsumbildung berief Premierminister Major Patten am 10. April 1992 zum Bildungsminister (Secretary of State for Education) und damit zum Nachfolger von Kenneth Clarke. Das Ministeramt bekleidete er bis zu seiner Ablösung durch Gillian Shephard am 20. Juli 1994.
Nachdem er bei den Unterhauswahlen vom 1. Mai 1997 auf eine erneute Kandidatur für das House of Commons verzichtet hatte, wurde er als Life Peer mit dem Titel Baron Patten, of Wincanton in the County of Somerset in den Adelsstand erhoben und gehört seither dem House of Lords als Mitglied an.
Neben seinen politischen Tätigkeiten übernahm Patten auch einige Funktionen in der Privatwirtschaft und war unter anderem Mitglied des Direktoriums von Lockheed Martin Holdings UK Ltd sowie Berater von Charterhouse Development Capital Ltd, Thomas Goode & Co Ltd und Lockheed Martin Overseas Corporation. Daneben ist er Mitglied des Beirates der British Olympic Association (BOA).